# ワンダーフォーゲル

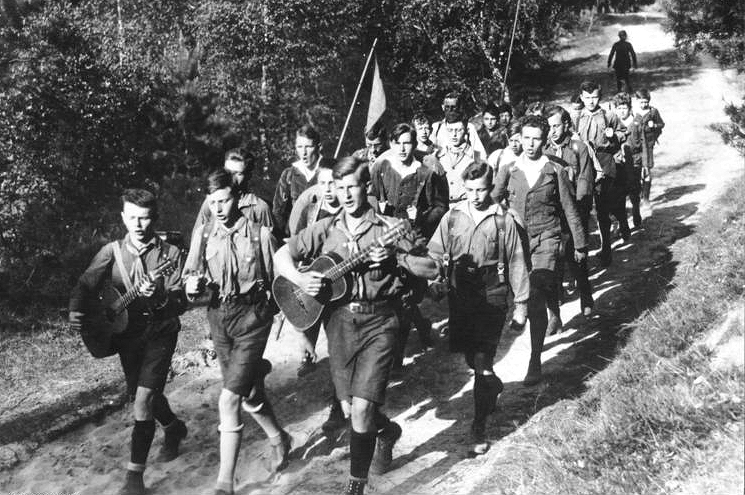
1930年ごろのベルリンにおけるワンダーフォーゲルの集団

ワンダーフォーゲル (ドイツ語: Wandervogel、「渡り鳥」の意味)は、1896年から1933年にかけてのドイツにおいて行われた青年運動のことである。この運動の参加者は国内にハイキングに出かけ、自然と親しく関わることによって工業化に抗議した。中世において放浪を行っていた学者の影響を引いており、彼らにとっての原点は古代のチュートン人の価値を取り戻すことであった。ワンダーフォーゲル運動はドイツのナショナリズムを非常に重視していた。歴史学的には、ワンダーフォーゲル運動の重大な貢献はより広いドイツ社会において民族の歌謡を復活させたことであった。
ワンダーフォーゲル運動は主に三つの国家レベルの集団に分けられていた。そのうち、「古ワンダーフォーゲル Alt-Wandervogel」、「ワンダーフォーゲル登録社団 Wandervogel eingetragener Verein (WVEV)」の二つは概して家庭、軍事、学校などの伝統に対して敬意を持っていたが、「青年ワンダーフォーゲル Jung-Wandervogel」はより反抗的であり、革新的な考えにより近かった。スカウティングのための組織とは異なり、ワンダーフォーゲル運動は権力による制御の外側から自然に発生したものであり、メンバーは選抜と任命によって増加していった。
ワンダーフォーゲル運動は1901年から1913年にかけてドイツの青年運動の中で最も有力な勢力であった。1901年にはわずか100人のメンバーしかいなかったのにもかかわらず、1914年には2万5000人から4万人の支持者を集めるまでになった。ピーク時にはワンダーフォーゲル運動のメンバー数は6万人から8万人に達し、そのうちWVEVだけで4万5000人を占めた。その名称は魔法のようで自由で重さの無い鳥に言及するものであり、「移住する鳥」または「動き回る鳥」と翻訳できるものである。「渡り鳥」を意味するZugvogelという単語とはやや意味が異なる。

## ドイツ

### 起源（1895年から1900年）
1895年秋、ヘルマン・ホフマン＝フェルカーサムブ (1875–1955)という名の法学徒がベルリンのシュテーグリッツにあるジムナジアムの校長から速記術の自由な授業を開く許可を得た。1896年には、ホフマン＝フェルカーサムブの授業に参加した生徒はシューテグリッツを歩き回り、1897年にはハルツ山地の高原で15日間のハイキングを敢行した。この小さなグループは徐々に重要性を増し始め、ライン川地域で1898年に行われたトレッキングには11名が参加した。さらに1899年にはより長い4週間のハイキングがボヘミアで行われ、およそ20名の男子生徒が参加した。後にワンダーフォーゲルと呼ばれることになるこの運動特有の要素はこれまでに述べたような初期の活動の中に既に存在していた。それは、集団の独立と質素な人生の在り方についての強調、伝統的な権限の不在、観光的で使い古された道への軽蔑、そしてユースホステルの快適性への侮蔑であった。

### 第一ワンダーフォーゲル運動（1901年から1904年）
ワンダーフォーゲルがカール・フィッシャー (1881–1941)によってベルリン郊外にあるシュテーグリッツで公式に設立されたのは1901年11月4日、のことである。正式名称はWandervogel, Ausschuß für Schülerfahrten（男子生徒の小旅行のための渡り鳥委員会）であり、フィッシャーの4人の友人、ベルリン出身の4人の作家、これらの他に医師1人が共同した。この集団はあくまで法律的・財政的な援助のために働き、フィッシャーがOberbachantの看板の下に率いた実際の活動には直接関わらなかった。プロイセンの法律では、若い人々が自らクラブを設立したり、課外のクラブに加入したりすることは許されていなかった。そのため、フィッシャーは表向きにはこの組織を保護者やプロイセンの一般の市民のための正当なハイキングクラブであると主張していた。シューテグリッツのジムナジアムの元教員で、改革派の教育者であったルードヴィヒ・グルリット (1855–1931)は適切な報告を残すことによって、この運動をプロイセンの文化省に正式に認めさせるための助けとなった。フィッシャーはホフマン＝フェルカーサムブの熱烈な支持者で、様々なトレッキングの間フィッシャーにとって最も助けになる人であった。やがて1899年末、ホフマン＝フェルカーサムブが外交官としての任務のためにコンスタンティノープル（現在のイスタンブールに出発すると、ホフマン＝フェルカーサムブに代わってフィッシャーが指導者となった。フィッシャーは卒業試験（アビトゥーア）で2回落第したために、彼がワンダーフォーゲル運動に完全に集中できるようになり、法律と中国学の勉強を犠牲にできるようになるためには1901年まで待たなければならなかった。1903年までには、定期的なハイキングを行う団体がベルリンの他にポズナン（ポーゼン）、ミュンヘン、ハンブルク、リューネブルクにも存在していた。
間もなくワンダーフォーゲル運動はドイツの青年運動の中で最も主要な立ち位置を占めるまでになった。それは自由と自己責任、そして冒険の精神を標榜する自然回帰派の若者の集まりであった。それは直ちに国家主義的な手段を取るようになり、ドイツのチュートン人時代の起源を刺激するようになった。米国の歴史家、ウォルター・ラカーは、ワンダーフォーゲルという名称は設立者の一人であるヴォルフ・マイエンが墓石に彫られていた「Wer hat euch Wandervögeln / die Wissenschaft geschenkt / dass ihr auf Land und Meeren / die Flügel sicher lenkt（何者が渡り鳥である君たちに科学を与えたのか。君たちは陸の上でも海の上でも、確かに羽を動かしている）」という文字列を見て思いついたものだと指摘している。中世にあちらこちらを渡り歩いた学生たちの影響を引き、新しく参入した人は「スコラー」（学者）と名付けられ、実績のある人々は「バチャント」と呼ばれた。フィッシャーは「ハイル」（万歳）という挨拶のように、新しいマナーをいくつか生み出した。これはオーストリアのドイツ語学生に着想を得たものであった。ハイキングには衣類、食料、ハイキング用の杖の他に楽器が持ち込まれ、特にリュートギターの演奏が行われた。

### 分裂と拡張（1904年から1913年）

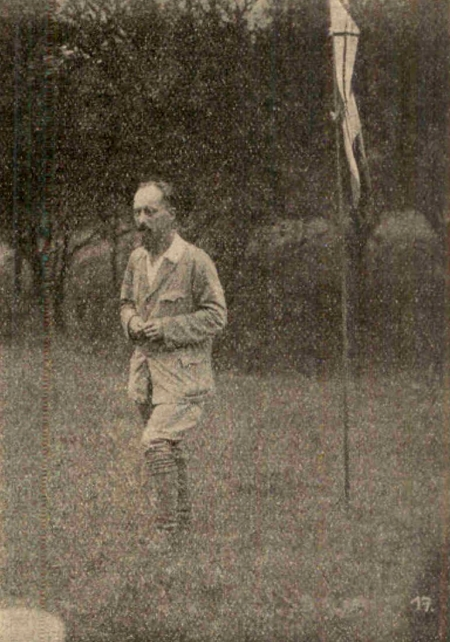
カール・フィッシャー

1904年6月には、当初のワンダーフォーゲル運動の集団にいたカール・フィッシャーに反対する対抗馬としてジークフリート・コパレによって率いられていた団体が成長を見せた。彼らは社会的な問題、具体的にはアルコールやタバコを断つかどうか、女子がワンダーフォーゲル運動に参加することも平等に認められるべきかどうかについて討論を行った。その結果、コッパレの集団はルードヴィヒ・グルリットの率いる「ワンダーフォーゲル・ステグリッツ」という団体となり、フィッシャーの支持者は「古ワンダーフォーゲル」を設立した。ワンダーフォーゲル・ステグリッツは旅行中のアルコールを禁止し、団体を合議制の方向に向かわせるためにOberbachantの地位を廃止した。ワンダーフォーゲル・ステグリッツはベルリンの近郊に地理的に制限されており、1912年に解体された際にはわずか200人のメンバーと、グループの活動に参加していた440人の生徒しかいなかった。
「古ワンダーフォーゲル」は現在Großbachantと呼ばれるようになったカール・フィッシャーの責任の下にあったため、当初の運動の法的な後継者として唯一の存在となった。しかし、1905年には指導権に関する新たな危機が起こり、その翌年にフィッシャーはワンダーフォーゲル運動から離れ、さらにドイツからも出国してしまった。フィッシャーはやがてドイツに帰国したが、それまでには15年の歳月を経なければならなかった。フィッシャーの出国後、「古ワンダーフォーゲル」は速やかに従来のフィッシャーを中心とする権威主義的な構造を放棄し、ステグリッツの集団に近い組織形態を取り入れることを目指した。それ以降古ワンダーフォーゲルの会員数は急速な増加を果たした。

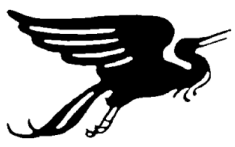
ワンダーフォーゲル登録社団(WVEV)のエンブレム

1907年には、古ワンダーフォーゲルに新たな危機が生じた。この危機はイェーナ出身でアルコールに反対するフェルディナンド・フェターによって主導された。フェターの集団はやがて古ワンダーフォーゲルを脱退し、新たなワンダーフォーゲル運動の団体、「若者の旅行のためのドイツ人連合 Deutscher Bund für Jugendwandern」(WVDB)を設立した。WVDBは中央集権から大きく脱却した自治的な構造を持ち、毎年の会議と共通の雑誌を通じて接続された。このワンダーフォーゲル団体は作家・芸術家組織の「ドラーバンド」のような文化的団体や、禁酒運動を支持するドイツの団体から支持を受けた。フェターらの一派は民族の歌謡のコレクションを出版することにとりわけ熱心であった。彼らはアルコールの禁止、女子の受け入れ、メンバーの対象を小学生や実習生にも拡大することなど、共通の方針の下にワンダーフォーゲル運動の各分派を再び統合することをも試みた。彼らはいくつかの妥協を行ったが、特に重要なのは方針の適用についての各グループの自治に関するもので、これは当時のドイツ帝国内での各州の自治と同様のものであった。そして、1912年末に「ワンダーフォーゲル登録社団、ドイツの若者の旅行の為の同盟」(WVEV)を設立することに成功した。WVEVには1912年12月にワンダーフォーゲル・ステグリッツが加入し、1913年1月にはWVDBが加入した。さらに、古ワンダーフォーゲルのメンバーも3分の2が加入した。
古ワンダーフォーゲルのメンバーで、残留することを選んだ者は大人の世界とのあらゆる妥協を拒絶することによってフィッシャーの伝統を体現することを主張した。1914年までには、古ワンダーフォーゲルは4400人の支持者と6000人の「学者」を数えた。「ドイツのワンダーフォーゲルの原風景」を想起する中で、彼らはユダヤ人の加入を認めるかの問題に関しては各グループに判断を委ねることに決めた。WVEVも同じ方針を取った。1912年にはツィッタウでユダヤ人の少女がワンダーフォーゲル運動への加入を拒否された。ワンダーフォーゲル運動はドイツ人の運動であり、ユダヤ人には用がないというのがその理由であった。ワンダーフォーゲル運動の機関紙の一つであったFührer Zeitungの主張によれば、「ワンダーフォーゲルはかつて足の平らな人々（ユダヤ人のこと）によって履かれていた古い靴やニンニクの悪臭の収集場でもなければ、ユダヤ人による事業の投機の目的でもない」のであった。ワンダーフォーゲル運動の参加者の間ではパウル・ド・ラガルド、ユリウス・ラングベン、ヒューストン・ステュアート・チェンバレンらの考え方も標準的であった。
1910年までには、古ワンダーフォーゲルの指導者の何人かは彼らの同僚であったヴィルヘルム・ヤンセンが同性愛者であることを非難するようになった。ヤンセンは同年に古ワンダーフォーゲルを離れ、「ユング・ワンダーフォーゲル」という分派を結成した。これらは主要なワンダーフォーゲル運動の分派の中では最も小さく、1913年時点では2300人のメンバーしか加入していなかった。彼らは大人の制度が青年を精神的に委縮させるようなものであるとして攻撃し、ワンダーフォーゲル運動の目的は若者に対し大人の干渉なしに彼らの願いや価値について全て議論することを認めることであると主張した。ハンス・ブリューアーの影響を受けた彼らはワンダーフォーゲル運動を従順すぎるもの、立派過ぎるものであるとして見捨て、ワンダーフォーゲル運動はその精神を失ってしまったと見做すようになった。彼らの見解によれば、この状況は親と友人による評議会（オイフラット）を経由して大人が大きな影響を及ぼすようになったこと、ワンダーフォーゲル運動に教師が介入するようになったこと、メンバーの増加に歯止めが効かなくなったことで齎された。1913年10月には大人の監督からの自立を基本原理として掲げたフレイドゥーツェ・ユーゲンドがヘッセン州のマイスナー山で設立された。
ユング・ワンダーフォーゲルは階級において同性愛者が有利となることでも知られるようになった。しかし、歴史学者のピーター・スタチュラによれば、たとえ男性のエロティシズムがワンダーフォーゲル団体の日々の生活において幾らかの役割を果たしていたとしても、ワンダーフォーゲル運動自体が主に同性愛者のエロティシズムを目的とした団体であったとこの文脈で結論付けるのは誤解を招くことになるであろう。

### ナチス政権におけるワンダーフォーゲル

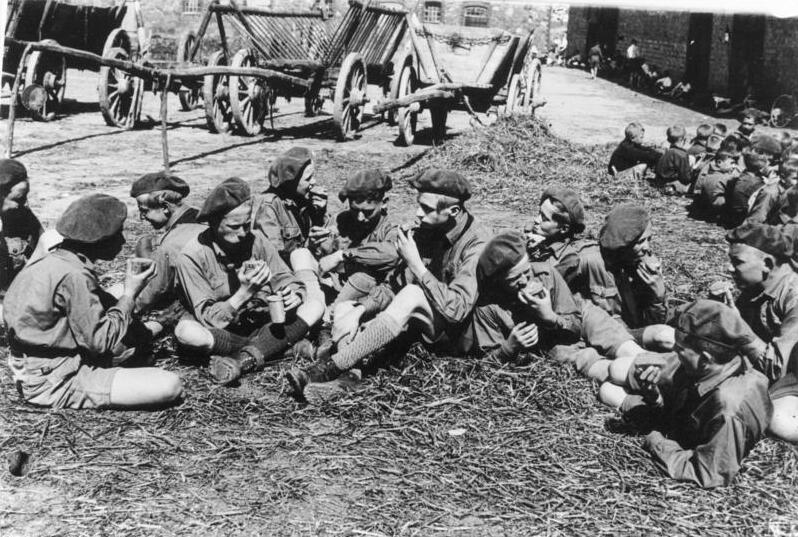
1931年のワンダーフォーゲル

1933年以降、ナチスはワンダーフォーゲル、スカウティング、ユンゲンシャフト、ブント青年団など、ヒトラーユーゲントとは独立した青年の集団のほとんどを違法化した。教会と密接な関係を持っていたグループだけは生き残ったが、それも1936年までにはほぼ消滅した。

## オーストリア・スイス
オーストリアの分派「オーストリア・ワンダーフォーゲル」(ÖWV)は1909年にプラハ出身の学生、ハンス・モーチカによって設立された。これより前の1906年までに、オーストリアの青年団とドイツのワンダーフォーゲルはボヘミアで最初の接触を取っていた。メンバーはオーストリアのブルジョワジーの中から起用され、彼らは暴力的な論理とオーストリア・ハンガリー帝国内での汎スラブ主義の明白な脅威からドイツのナショナリズムを守ったことで知られる。
アルコールに反対するドイツの学生との会議が行われた後の1906年から1907年にかけて、スイスでも別の分派が結成された。「スイス・ワンダーフォーゲル」(SWV)は1908年4月の設立当初は50人のメンバーがいた。この数は1913年には1500人まで増えた。しかし、スイスでの運動の影響は限定的なものに留まり、スイス・ワンダーフォーゲルは必然的にブルジョワジーの家を出自とする若いプロテスタント信者のドイツ語話者で構成されることとなった。

## 社会学
ワンダーフォーゲル運動は大半がドイツのプロテスタント信者の中流階級を基盤としており、労働者階級や貴族でこの運動に引き付けられた者は少数に留まった。男子も女子も加入することが認められたが、このことによって指導者の間で幾らかの論争が発生し、ワンダーフォーゲル団体の活動で性別の分離が導入されることになった。メンバーは12歳から18歳の間であった。
ワンダーフォーゲル運動の団体が最も集中して存在していた地域はシレジア、ザクセン州、テューリンゲン州、ヘッセン州、ヴェストファーレン、ラインラント＝プファルツ州であり、バーデン＝ヴュルテンベルク州にもより小規模ではあるが集中していた。団体の多くはプロテスタントを信仰している地域に存在していた。1912年の段階でワンダーフォーゲル運動の団体が存在していた都市の8割近くではプロテスタントが圧倒的な多数派であった。そのような場所のほとんどでは人口密度が高くなく、生活の中心は工業化されていなかった。むしろ、ドイツ国内では田舎で伝統的な風習を残す地域であり、小規模から中規模の都市と郊外の居住地域、大学都市、小さな公国の首都を備えていた。
ワンダーフォーゲル運動はかなりの部分で、ドイツ社会に対して反権威主義的な反乱を始めたようにも見えた。彼らは若者の価値を成人のそれとは対極にあるものであると考えた。ワンダーフォーゲル運動はシュテグリッツで生まれたが、そこはベルリンの中でも中流階級のための居住地域と言うべき場所であった。都市中心部の喧騒からも労働者階級の居住区域からも離れていたため、若い学生たちは自らの置かれた環境の社会的な制約から逃れることを望んでいた。このような環境は物質的な状況が悪かったためというより、彼らの両親と成人たちの社会との関係に影響する伝統的・階層的な社会的地位の下に築かれたものであった。しかし、ワンダーフォーゲル運動は言葉の本来の意味での革命運動ではなかった。何故なら、彼らは数日間かせいぜい夏の間だけ、社会から距離を置いて自分たちの活動を行ったのに過ぎなかったのであって、一年のうち残りの部分はそれまでの生活に戻っていたためである。特にユング・ワンダーフォーゲルに関しては、無政府主義的または虚無主義的な考えを広める余裕があったかもしれないが、ほとんどの場合ワンダーフォーゲル運動は必然的により広い社会の中の同様の運動として見られることを求めていた。

## 日本
日本には第二次世界大戦前のドイツとの国家的友好関係とその影響の元に、1933年（昭和8年）文部省内に「奨健会ワンダーフォーゲル部」が設けられ、国による健全な青少年運動として宣伝と普及が開始された。それらに触発され1935年（昭和10年）に発足した立教大学ワンダーフォーゲル部が日本での最初の学生団体である。その後、戦争をまたいで高度経済成長と登山大衆化を背景として各地の大学に広く設立されるに至る。各地方に学生ワンダーフォーゲル連盟といった組織が存在するものの、その組織率は低く一部にとどまっているほか全国組織は現在存在しない。高校や高専の部活動の一つとしてのワンダーフォーゲル部も存在する。

## 影響
一部の著作者は、ワンダーフォーゲル運動の出発点とその活動は後世の社会的な運動、特に1960年代にアメリカ合衆国で発展したヒッピー運動に影響を与えたと考えている。

## 参考図書
- Becker, Howard Paul (1946). German Youth: Bond or Free. Oxford University Press. ISBN 978-0415176675
- Laqueur, Walter (1984). Young Germany: A History of the German Youth Movement. Routledge. ISBN 978-1351470827
- Savage, John (2007). Teenage: The Creation of Youth Culture. Chatto & Windus. ISBN 9780701163617
- Stachura, Peter D. (1981). The German Youth Movement, 1900–1945: An Interpretative and Documentary History. St. Martin’s Press. ISBN 0-312-32624-6